# Cratere Bala
Bala è un cratere sulla superficie di 65803 I Dimorphos.